# Polubicze Dworskie
Polubicze Dworskie (prononciation : [pɔluˈbʲit͡ʂɛ ˈdvɔrskʲɛ]) est un village polonais de la gmina de Wisznice dans le powiat de Biała Podlaska de la voïvodie de Lublin dans l'est de la Pologne.
Il se situe à environ 10 kilomètres à l'ouest de Wisznice (siège de la gmina), 30 kilomètres au sud de Biała Podlaska (siège du powiat) et 68 kilomètres au nord-est de Lublin (capitale de la voïvodie).
Le village comptait approximativement une population de 161 habitants en 2004.

## Histoire
De 1975 à 1998, le village est attaché administrativement à la voïvodie de Biała Podlaska.

Depuis 1999, il fait partie de la voïvodie de Lublin.